# حمود فليطح
حمود فليطح بشار الموعد الشمري، من مواليد 26 سبتمبر 1960، لاعب كرة قدم كويتي سابق.

## مسيرته
بدايته كانت مع نادي كاظمة الرياضي من البراعم حتى الفريق الأول ثم انضم إلى منتخبات الناشئين والشباب والأولمبي والوطني.
شارك في أكثر من 65 مباراة دولية وكان أحد نجوم المنتخب الوطني بطل كأس آسيا المتأهل إلى مونديال إسبانيا وأولمبياد موسكو.
وكان يمتاز بتسجيله للأهداف من الركلات والأخطاء الثابتة.

## حياته ومنصبه
حصل على دكتوراه في الفلسفة بالتربية الرياضية من الجامعة الأميركية بانجلترا بعد حصوله على الماجستير من جامعة بوسطن بالولايات المتحدة الاميركية.
وعمل نائباً لرئيس المجلس البلدي كما رشح نفسه لعضوية مجلس الأمة الكويتي وهو من القيادات الرياضية المحبوبة في الكويت.
أما عن حياته الخاصة، ففي شهر مارس 2014 إهتزت الكويت لخبر مقتل ابنة اللاعب السابق حمود فليطح على يد خادمة المنزل الأثيوبية.

## روابط خارجية
- حمود فليطح على موقع الاتحاد الدولي (مؤرشف)  (الإنجليزية)
- حمود فليطح على موقع قاعدة بيانات كرة القدم.إي يو (الإنجليزية)
- حمود فليطح على موقع ناشيونال فوتبول تيمز (الإنجليزية)
- حمود فليطح على موقع عالم كرة القدم.نت (الإنجليزية)
- حمود فليطح على موقع أوليمبيديا (الإنجليزية)